# Augusto Vargas
Augusto Carmo Vargas Júnior, mais conhecido como Augusto Vargas (Nilópolis, 16 de outubro de 1973) é um ator brasileiro, ex Secretário de Cultura de Nilópolis e atual coordenador de artes cênicas da Secretaria de Estado de Cultura do Rio de Janeiro. Pertence a Comissão de Coreógrafos da Comissão de Frente da Beija-Flor, aonde e diretor artístico.

## Carreira
Augusto fez vários trabalhos na televisão, começando pelo Beto em Uga Uga, novela de grande sucesso. Em seguida fez Raí em Roda da Vida, e também atuou em Kubanacan. De volta a Rede Record fez Saulo em Prova de Amor, Roberto em Bicho do Mato e a transformação de Metamorfo em Os Mutantes - Caminhos do Coração. Também fez participações especiais em Rebeldee Balacobaco.

## Filmografia
| Televisão | Televisão           | Televisão       | Televisão |
| Ano       | Título              | Papel           |           |
| --------- | ------------------- | --------------- | --------- |
| 2000      | Uga Uga             | Beto            |           |
| 2001      | Roda da Vida        | Raí             |           |
| 2003      | Kubanacan           | Pancrácio       |           |
| 2005      | Prova de Amor       | Saulo Veigas    |           |
| 2006      | Bicho do Mato       | Roberto Madeira |           |
| 2006      | Vidas Opostas       | Renato          |           |
| 2007      | Caminhos do Coração | Cassiano Dias   |           |
| 2008      | Os Mutantes         | Meta-Novo       |           |
| 2009      | Bela, a Feia        | Miguel          |           |
| 2011      | Rebelde             | Augusto Vianna  |           |
| 2013      | Balacobaco          | Médico          |           |